# Aramanti
Aramanti es una entidad de población española de la parroquia de Narzana, perteneciente al municipio de Sariego, en la comunidad autónoma de Asturias.

## Toponimia
El lugar puede aparecer referido con las grafías «Aramanti» y «Aramendi».

## Historia
Hacia mediados del siglo XIX, el lugar era referido como un barrio ya por entonces perteneciente a Sariego. En 2023, la entidad singular de población, encuadrada dentro de la entidad colectiva de Narzana, tenía empadronados sesenta habitantes y el núcleo de población, también sesenta.